# Nagyhalász
Nagyhalász je mesto na Madžarskem, ki upravno spada pod podregijo Ibrány–Nagyhalászi Županije Szabolcs-Szatmár-Bereg.